# Oswego (Illinois)
Oswego é uma vila localizada no estado americano de Illinois, no Condado de Kendall.

## Demografia
Segundo o censo americano de 2000, a sua população era de 13.326 habitantes.
Em 2006, foi estimada uma população de 26.252, um aumento de 12926 (97.0%).

## Geografia
De acordo com o United States Census Bureau tem uma área de
17,3 km², dos quais 17,0 km² cobertos por terra e 0,3 km² cobertos por água.

## Localidades na vizinhança
O diagrama seguinte representa as localidades num raio de 12 km ao redor de Oswego.